# Diaphonia bacchusi
Diaphonia bacchusi är en skalbaggsart som beskrevs av Rigout 1997. Diaphonia bacchusi ingår i släktet Diaphonia och familjen Cetoniidae. Inga underarter finns listade i Catalogue of Life.